# به سمت مرگ
به سمت مرگ (انگلیسی: To the Death) یک فیلم رزمی و ورزشی آفریقای جنوبی به کارگردانی دارل رودت با بازی جان بارت، میشل قیسی و رابرت وایتهد است که در سال ۱۹۹۳ منتشر شد. این فیلم دنباله رسمی فیلم کیک‌بوکسور آمریکایی محصول ۱۹۹۱ است.

## خلاصه داستان
یک قهرمان بازنشسته کیک‌بوکسینگ مجبور می‌شود برای انتقام از قتل دوست دخترش مبارزه کند.

## ساخت
این فیلم در سال ۱۹۹۲ در آفریقای جنوبی فیلمبرداری شده است.

## انتشار
شرکت کانن ویدئو که اکنون از بین رفته است، این فیلم را در ۱۳ اکتبر ۱۹۹۳ در قالب وی اچ اس منتشر کرد.